# 圣马尔叙勒蒙
圣马尔叙勒蒙（法語：Saint-Mard-sur-le-Mont，法語發音：[sɛ̃ maʁ syʁ lə mɔ̃]）是法国马恩省的一个市镇，位于该省东部，属于香槟沙隆区。

## 地名
法语词“sur”意为“在……上方”，在地名中常接河名，此时地名按“XXX河畔XXX”译，但此处的“勒蒙”（le Mont）并不是河名，而是意为“山”的法语词（le为定冠词），“Saint-Mard-sur-le-Mont”一名意为“山上的圣马尔”。

## 地理
圣马尔叙勒蒙（48°55'18"N, 4°50'53"E）面积13.69 平方千米，位于法国大東部大區马恩省，该省份为法国东北部内陆省份，北起阿登省，西北接埃纳省，西南接塞纳-马恩省，南至奥布省，东南接上马恩省，东临默兹省。
与圣马尔叙勒蒙接壤的市镇（或旧市镇、城区）包括：雷米库尔、勒沙特利耶、孔托、阿戈讷地区日夫里、努瓦尔略、波塞斯。
圣马尔叙勒蒙的时区为UTC+01:00、UTC+02:00（夏令时）。

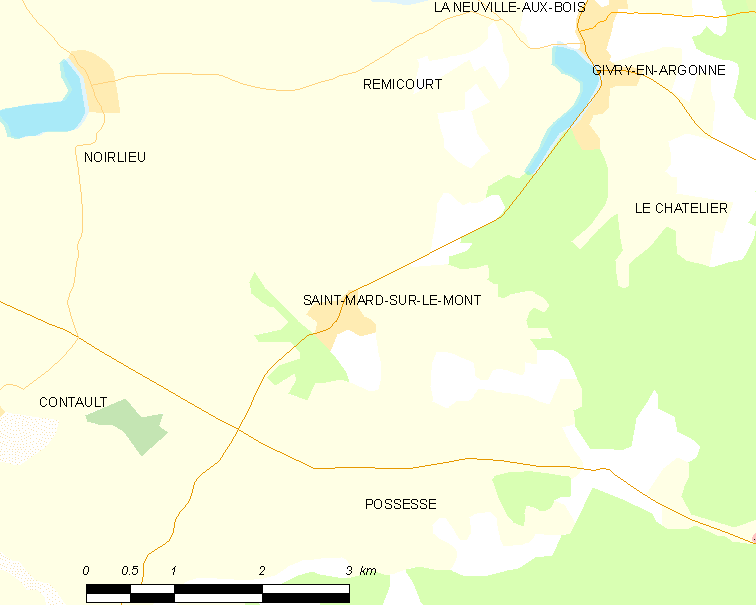
圣马尔叙勒蒙的OSM定位图

## 行政
圣马尔叙勒蒙的邮政编码为51330，INSEE市镇编码为51500。

## 政治
圣马尔叙勒蒙所属的省级选区为阿戈讷-叙普-韦勒县。

## 人口

1962-2008年间圣马尔叙勒蒙人口变化图示

圣马尔叙勒蒙于2022年1月1日时的人口数量为114人。